# 贾尔迪内洛
贾尔迪内洛（義大利語：Giardinello），是意大利西西里大区巴勒莫广域市的一个市镇。总面积12平方公里，人口2210人，人口密度184.2人/平方公里（2009年）。ISTAT代码为082038。